# Cromatrop

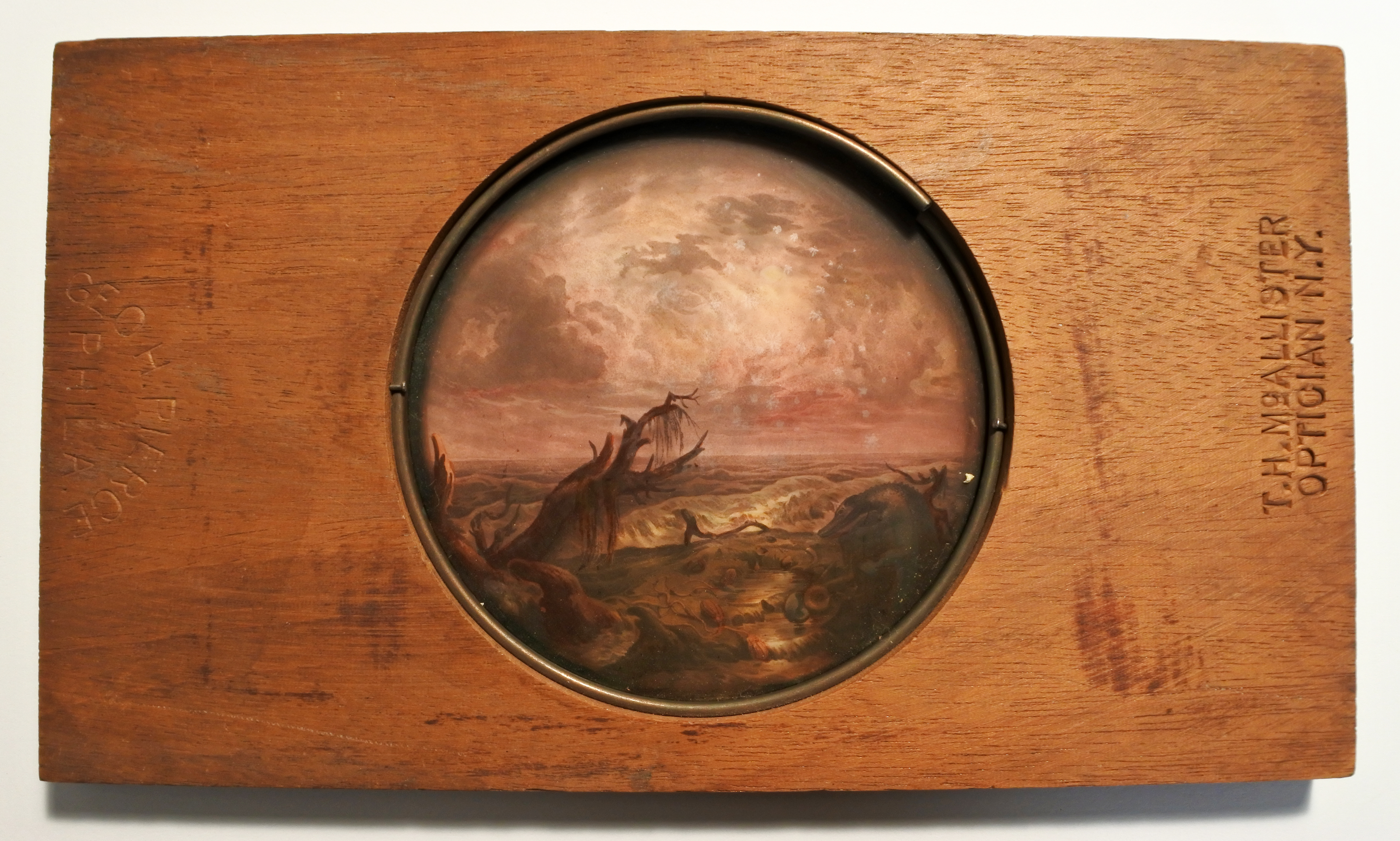
Cromatoscopi paisatgístic d'una llanterna màgica amb un marc de fusta

El cromatrop o cromatoscopi és una peça de la llanterna màgica del segle xix. Aquesta peça era una placa formada per dos vidres superposats pintats amb diferents patrons helicoïdals.

## Història
El cromatoscopi va ser ideat pel llanternista Henry Langdon Childe. Aquest era una vista per la llanterna màgica i tenia la gran capacitat de produir sensacions visuals imitant un calidoscopi. La placa (d'uns 30cm d'amplada i 12cm de llargada) estava formada per dos vidres pintats simètricament que giraven de manera sincronitzada i inversament. Quan aquests es creuaven generaven figures abstractes que generaven en el públic grans efectes hipnòtics. L'efecte quedava reforçat per l'espessor dels vidres, que produïen la il·lúsió òptica dels colors flotant pels aires desenganxats de la pantalla.
Altres llanternistes del segle xix també van idear diverses versions de cromatrops. Li van afegir imatges abstractes i vertiginoses, a més de certa variació de colors que recorden el zoòtrop, una joguina d'atracció popular en l'època que permetia veure imatges en moviment a través dels orificis d'un tambor circular amb talls als laterals.